# Francisco de las Casas
Francisco de las Casas (1461-1536) va ser un conqueridor espanyol de Mèxic i Hondures.
Francisco de las Casas va néixer a Trujillo (Càceres). Abans de 1484, es va mudar a Sevilla, on en aquest mateix any, va néixer el seu fill Gonzalo. En 1493, va acompanyar Cristòfor Colom en el seu segon viatge al Nou Món. Durant els propers trenta anys, els expedients no revelen res rellevant de la seva vida. Probablement es va establir a l'illa d'Hispaniola i va realitzar algun viatge més a Espanya. Pel que sembla, va desenvolupar experiència en el combat i capacitat de direcció, de manera que se suposa que va participar en expedicions que tenien com a objectiu establir el control espanyol en nous territoris.

## Al servei d'Hernán Cortés
A l'octubre de 1522, Francisco de las Casas es trobava a Espanya quan el rei Carles V va provocar un conflicte en el govern de la Nova Espanya en designar Hernán Cortés com a Governador. La proclamació reial va ser confiada a Rodrigo de Paz i Francisco de las Casas. Van viatjar a Mèxic pel camí de Cuba, on van parar a notificar la notícia al governador, Diego Velázquez de Cuéllar, enemic polític de Cortés. La seva arribada a la Ciutat de Mèxic en 1523 i la notícia de la qual eren portadors, van ser motiu de celebració. Cortés va recompensar Francisco de las Casas nomenant-lo capità i comanador de Yanhuitlan. Francisco va ser elegit alcalde major de la Ciutat de Mèxic el 1524.

## Colònia d'Hondures
El gener de 1524, Cortés va dirigir el capità Cristóbal de Olid a establir una colònia per a ell a Hondures. Olid va navegar amb una flota de vaixells i amb més de 400 soldats i colons. Va viatjar primer a Cuba a recollir municions que Cortés havia disposat per a ell, on el governador Velázquez el va convèncer perquè reclamés la colònia que havia fundat com a seva. Olid va navegar des de Cuba fins a la costa d'Hondures, va desembarcar a Triunfo de la Cruz on inicialment es va establir i es va declarar governador.
El 1524 Hernán Cortés, en assabentar-se de la insurrecció de Olid, va enviar el seu cosí Francisco de las Casas juntament amb diversos vaixells a Hondures per destituir Olid i reclamar l'àrea de Cortès. No obstant això, las Casas va perdre la majoria de la seva flota en una sèrie de tempestes al llarg de les costes de Belize i Hondures. Els seus vaixells van arribar a la badia de Trujillo, on Olid havia establert el seu quarter general.
Quan Las Casas va arribar al quarter general d'Olid, una gran part de l'exèrcit d'Olid estava fora, ocupat amb l'amenaça d'un grup d'espanyols sota el comandament de Gil González Dávila. No obstant això, Olid va decidir llançar un atac amb dues caravel·les. Las Casas va tornar el foc i va manar grups embarcats que van capturar els vaixells de Olid. Sota aquestes circumstàncies, Olid va proposar una treva que Las Casas va acceptar, i les seves forces no van desembarcar. Durant la nit, una ferotge tempesta va destruir la seva flota i va perdre gairebé un terç dels seus homes. La resta van ser fets presoners després de dos dies d'exposició i sense aliment. Després de ser obligats a jurar lleialtat a Olid, van ser alliberats. Tanmateix, las Casas va ser retingut com a presoner, al qual aviat se li va unir González, que va ser capturat per les forces d'interior de Olid.
Els registres espanyols mantenen dues històries diferents sobre el que va passar després. En una versió, els homes d'Olid es van rebel·lar i van jurar lleialtat a Las Casas, i Olid fou jutjat i decapitat a Trujillo. En una altra versió, Olid escapa i s'amaga a Naco, on Las Casas el troba i el mata en una baralla de ganivets.
Tots dos capitans van tornar a Mèxic per obtenir reforços per a la colònia. Mentrestant, Cortés havia recorregut per terra la distància entre Mèxic i Hondures i havia arribat en 1525, de manera que ell no estava en la Ciutat de Mèxic quan las Casas i González van arribar. Cortés va ordenar la unió de dues ciutats, Nuestra Señora de la Natividad, a prop del modern Puerto Cortés, i Trujillo, i nomenà com a governador Francisco de las Casas. No obstant això, tant las Casas com Cortés van tornar a Mèxic abans de finals de 1525, on Francisco va ser arrestat i portat de tornada a Espanya com a presoner d'Estrada i Alboronoz per la mort d'Olid. Francisco va tornar a Mèxic el 1527, i va tornar de nou a Espanya amb Cortés en 1528. Després de ser exonerat es va retirar a la seva comanadoria de Yanhuitlan fins a la seva mort el 1536.

## Últims anys
A Yanhuitlan, se li atribueix a Cortés haver donat a Maria d'Aguilar, l'esposa de Francisco, les llavors de morera per començar la indústria de seda per la qual Yanhuitlan es va fer famós en el període colonial. En 1567, Francisco va contractar al pintor Andrés de Concha per pintar les imatges en el retaule de l'església de Yanhuitlan, Oaxaca, la seva comanadoria.